# Last Man Standing (альбом)
Last Man Standing — третій студійний альбом шведського співака і автора пісень E-Type, який вийшов у 1998 році. Він містить хіти «Angels Crying», «Here I Go Again» і «Princess of Egypt». Нана Хедін забезпечила більшу частину жіночого вокалу. Альбом дебютував під номером один у фінському чарті альбомів, протримавшись на першому місці протягом 6 тижнів. У Швеції альбом став платиновим. Американське та японське видання альбому були випущені з різними обкладинками.
Відео на пісню «Angels Crying» було засновано на п’ятниці 13-го.

## Трек-лист
| #   | Назва                                      | Автор                      | Note(s)                                           | Тривалість |
| --- | ------------------------------------------ | -------------------------- | ------------------------------------------------- | ---------- |
| 1.  | «Ultimos Homo Statans (Last Man Standing)» | E-Type                     | виконує Вестра Арос Пійпаре                       | 0:57       |
| 2.  | «Angels Crying» (за участю Нани)           | E-Type/Фредрік Екдах       | хоровий вокал Нани Гедін                          | 3:50       |
| 3.  | «Here I Go Again» (за участю Нани)         | E-Type/Mud                 | хоровий вокал Нани Гедін                          | 3:53       |
| 4.  | «Princess of Egypt»                        | E-Type/Mud                 | хоровий вокал Жанет Содерхольм                    | 3:39       |
| 5.  | «Hold Your Horses» (за участю Нани)        | E-Type/Mud                 | хоровий вокал Нани Гедін                          | 4:01       |
| 6.  | «I'm Flying» (за участю Нани)              | E-Type/Mud                 | хоровий вокал Нани Гедін                          | 4:19       |
| 7.  | «Morning Light» (за участю Нани)           | E-Type/Mud/Kristian Lundin | хоровий вокал Нани Гедін та Андреас Карлссон      | 3:33       |
| 8.  | «I'll Always Be Around»                    | E-Type/Andreas Carlsson    | хоровий вокал Андреаса Карлссона та Жанетт Олссон | 3:40       |
| 9.  | «Walk Away»                                | E-Type/Andreas Carlsson    | хоровий вокал Андреаса Карлссона та Джорджа       | 3:30       |
| 10. | «I'll Find a Way» (за участю Нани)         | E-Type/Mud                 | хоровий вокал Нани Гедін та Андреаса Карлссона    | 3:35       |
| 11. | «So Far Away» (за участю Нани)             | E-Type/Mud/Rami            | хоровий вокал Нани Гедін                          | 6:45       |
| 12. | «Angels Country»                           | E-Type/Mud                 | у виконанні Tumbleweed Trail                      | 4:01       |
| 13. | «PoP Preludium»                            | E-Type                     | виконує Вестра Арос Пійпаре                       | 1:34       |

## Чарти
| Чарт (1998)                                        | Пік позиції |
| -------------------------------------------------- | ----------- |
| Фінляндія Finnish Albums (Suomen virallinen lista) | 1           |
| Норвегія Norwegian Albums (VG-lista)               | 2           |
| Швеція Swedish Albums (Sverigetopplistan)          | 1           |

## Сертифікати
| Регіон                                                                                          | Сертифікація | Продажі |
| ----------------------------------------------------------------------------------------------- | ------------ | ------- |
| Фінляндія (IFPI Finland)                                                                        | Платина      | 68,720  |
| Швеція (IFPI Sweden)                                                                            | Платиновий   | 80 000^ |
| *продажі, що базуються лише на сертифікаціях ^відвантаження, що базуються лише на сертифікаціях |              |         |